# Clondalkin
Clondalkin (iriska: Cluain Dolcáin) är en ort i republiken Irland.   Den ligger i provinsen Leinster, i den östra delen av landet, 10 km väster om huvudstaden Dublin. Clondalkin ligger 60 meter över havet och antalet invånare är 14 508.
Terrängen runt Clondalkin är platt norrut, men söderut är den kuperad.Runt Clondalkin är det ganska tätbefolkat, med 104 invånare per kvadratkilometer. Närmaste större samhälle är Dublin, 9,9 km öster om Clondalkin. Runt Clondalkin är det i huvudsak tätbebyggt.